# Te Wahipounamu
Te Wahipounamu, en maorí significa el lloc de les aigües de la pedra verda, per l'abundància d'aigua i una varietat de jade verd, anomenat pels nadius Pounamu. Està situat a l'Illa del Sud, en regió de Southland, al sud-oest de Nova Zelanda. Abasta una superfície de 2.600.000 ha. Va ser declarat Patrimoni de la Humanitat per la UNESCO l'any 1990. Està compost per uns quants parcs nacionals, que són:
- Parc Nacional Aoraki/Mount Cook
- Parc Nacional de Fiordland
- Parc Nacional del Mont Aspiring
- Parc Nacional Westland

Es pensa que alberga algunes de les millors representacions modernes de la flora i la fauna de Gondwana, fet va ser considerat com un dels motius per catalogar-ho com un lloc de Patrimoni de la Humanitat.

## Descripció
Te Wahipounamu s'estén 450 km al llarg de la costa occidental de l'Illa Sud de Nova Zelanda. L'elevació d'aquesta àrea terrestre varia des del nivell del mar fins a 3.800 m al cim de l'Aoraki o Mount Cook. En alguns llocs s'estén terra endins fins a les 56 milles nàutiques. Dins de Te Wahipounamu hi ha una multitud de característiques naturals que inclouen cims nevats, llacs de color safir, cascades, fiords i valls. També acull centenars de les glaceres més actives del món, però les dues principals són la glacera Franz Josef i la glacera Fox. És l'àrea més gran i menys modificada de l'ecosistema natural de Nova Zelanda. I com a tal, la flora i la fauna de la zona és la millor representació moderna del món de l'antiga biota de Gondwana.

### Flora
La vegetació de Te Wahipounamu és diversa i es troba en un estat essencialment pristí. A les muntanyes hi ha una rica vegetació alpina d'arbustos, matolls i herbes. Les selves tropicals més càlides i de menor altitud estan dominades per podocarps alts. Hi ha més selves tropicals i aiguamolls a l'oest, i els aiguamolls naturals d'aigua dolça més extensos i menys modificats de Nova Zelanda es troben en aquesta àrea. La plana costanera de Westland es caracteritza pels pantans d'alta fertilitat i torberes de baixa fertilitat.

### Fauna
A Te Wahipounamu hi viuen molts animals autòctons i conté la població més gran i significativa d'aus forestals del país. La població silvestre total, que és de només 170 aus, del takahe es troba en algunes valls muntanyoses al port de Fiordland. Al llarg de la costa sud-oest, es troben la majoria dels llops marins de Nova Zelanda. També es troba en aquesta regió són el Kiwi bru de l'Illa del Sud (Apteryx australis), Kiwi tacat gros (Apteryx haastii), la Cotorra frontgroga (Cyanoramphus auriceps), el Pingüí de Fiordland (Eudyptes pachyrhynchus), el Falcó de Nova Zelanda (Falco novaeseelandiae), i el Xarxet de Nova Zelanda (Anas chlorotis). El lloro més rar i gros del món, kakapo (Strigops habroptilus), es va trobar en aquesta regió fins a principis de la dècada de 1980. Ara es creu que està extint al continent, tot i sobreviure de forma controlada en dues o tres illes lliures de predadors.

### Població
L'àrea de Te Wahipounamu és la part menys poblada de Nova Zelanda. La majoria dels residents treballen en treballs relacionats amb el turisme, però hi ha altres ocupacions relacionades amb la terra: a la costa, els residents es dediquen a la pesca, el pasturatge i la mineria a petita escala; a la part oriental de l'àrea del Patrimoni Mundial, el pasturatge és l'ús principal de la terra. El pasturatge d'ovelles i bestiar està permès sota llicència o arrendament, encara que la designació de Te Wahipounamu com a lloc del Patrimoni Mundial ha limitat les terres disponibles per a aquestes pràctiques.

### Geografia
Te Wahipounamu és una de les regions amb més activitat sísmica del món, ja que es troba a l'altra banda del límit de dues plaques, la placa del Pacífic i la placa Indo-Australiana. Les muntanyes de la zona són el resultat de moviments tectònics durant els darrers cinc milions d'anys. Les glaceres també són una característica important de la zona. El seu patró bàsic es va establir durant les glaciacions del Plistocè, encara que hi ha hagut canvis postglacials substancials. Aquests canvis són més grans als Alps del Sud que a Fiordlands. Els canvis típics són barrancs intensos, crestes dentades i despreniments de roques més grans i menors. Els lliscaments de terra, encara que no són freqüents, són un perill potencial per a la regió. Fins i tot amb la baixa densitat d'assentaments i corredors de transport, hi ha la possibilitat que es produeixin lliscaments de terra a les proximitats de la infraestructura turística als Alps del Sud.

## Connexions maoríes amb la terra
Tota la regió de Te Wahipounamu té una gran importància per als maoris, en particular el Ngāi Tahu iwi, el rohe (àrea tradicional de control) del qual cobreix la majoria de l'illa del

### Llegenda
La llegenda sobre la formació d'aquesta regió i l'illa del Sud és la següent. Te Wahipounamu es va formar quan els quatre fills de Rakinui, el Pare del Cel, van baixar del cel i van començar un viatge al voltant de Papatūānuku, la Mare Terra. Durant aquest viatge, la seva canoa va colpejar un escull i els germans es van trobar encallats. Un vent gelat del mar de Tasmània els va congelar en pedra i la seva canoa es va convertir en l'illa del sud de Nova Zelanda. El més alt dels germans era Aoraki i ara és Aoraki Mt. Cook, mentre que els seus germans i els altres membres de la tripulació formen la resta dels Alps del Sud.
Els maorís també tenen una llegenda sobre la formació de les glaceres Franz Josef i Fox. Aquesta llegenda comença amb Hinehukatere a qui li encantava l'escalada a les muntanyes. Un dia va convèncer el seu amant, Tawe, perquè s'hi unís. Una allau va matar en Tawe i va descansar a la glacera Fox. El nom tradicional maori de la glacera és Te Moeke o Tauwe, que significa el llit de Tauwe. Després de la mort de Tauwe, Hinehukatere estava desconsolat i va plorar tantes llàgrimes. Aquestes llàgrimes es van congelar per formar la glacera Franz Josef. El nom maori de la glacera Franz Josef és Ka Roimata o Hinehukatere que significa les llàgrimes de Hinehukatere.

### Jade
La zona era, i continua sent, una font important de pedra verda o jade pounamu. Aquesta pedra preciosa s'utilitza per fabricar eines, armes i joies maoris.

## Patrimoni de la Humanitat de la UNESCO
Te Wahipounamu va ser afegit a la Llista del Patrimoni Mundial de la UNESCO el 1990. El parc nacional de Westland i Mount Cook i el parc nacional de Fiordland estaven inscrits anteriorment a la llista, però ara es consideren sota Te Wahipounamu, que cobreix totes aquestes àrees. Per ser inscrit en aquesta llista, Te Wahipounamu va complir uns quants criteris. Conté moltes de les característiques naturals que contribueixen a la reputació de Nova Zelanda com a lloc amb paisatges excepcionals. Es considera el millor exemple modern de la biota de Gondwanaland i, per tant, té una importància mundial. Hi ha un alt grau de geodiversitat i biodiversitat i els hàbitats estan en gran part sense modificar. I, finalment, hi ha una àmplia gamma de flora i fauna inusuals de Nova Zelanda, que demostren el seu aïllament evolutiu.

## Protecció i gestió

### Requeriments legals
La major part de la terra a Te Wahipounamu és propietat de la Corona (el govern i el poble de Nova Zelanda) i és administrada pel Departament de Conservació. Les regulacions més importants són la Llei de parcs nacionals de 1980, la Llei de conservació de 1987 i la Llei de reserves de 1977, que no es van fer específicament per a Te Wahipounamu, sinó que s'apliquen com ho són per a tota Nova Zelanda. Hi ha un mandat legislatiu per a la preservació i protecció dels recursos naturals i històrics per mantenir el seu valor intrínsec, garantir la seva apreciació i gaudi recreatiu per part del públic i salvaguardar les opcions de les generacions futures.

### Tractat de Waitangi
El Tractat de Waitangi atorga al poble Ngāi Tahu prestigi i autoritat sobre la terra. El Departament de Conservació està obligat a complir els principis d'aquest tractat. Això implica un acord de col·laboració amb el poble de Ngāi Tahu. Aquesta associació implica un procés anual de planificació empresarial amb Ngāi Tahu iwi (l'autoritat tribal global), que ofereix a Ngāi Tahu l'oportunitat de participar i contribuir a la gestió operativa de la propietat.
Tanmateix, el tractat no sempre es va respectar, però es va fer un acord al voltant del moment en què Te Wahipounamu va ser declarada Patrimoni de la Humanitat. Les implicacions d'aquest acord van ser triples. Primer Mount Cook es va convertir en Aoraki / Mount Cook i es va acordar que 88 altres característiques topogràfiques tinguessin dos noms maoris/anglès. En segon lloc, el títol d'Aoraki va ser retornat a la tribu Ngāi Tahu, que al seu torn el va regalar a la gent de Nova Zelanda. I finalment es va concedir a la Tribu drets d'accés i ocupació temporal per a la recollida d'aliments i materials tradicionals.

### Marc de planificació de gestió
Hi ha quatre entitats de planificació principals per desenvolupar el marc de gestió dels recursos naturals de l'Àrea del Patrimoni Mundial de Te Wahipounamu. La primera entitat és la legislació. Nova Zelanda no té cap legislació específica per al Patrimoni de la Humanitat i, per tant, Te Wahipounamu es gestiona sota la legislació esmentada anteriorment (Llei de parcs nacionals, Llei de conservació, Llei de reserves). La segona entitat és l'estratègia de visitants. El Departament de Conservació gestiona tots els llocs dins de Te Wahipounamu sota l'estratègia de visitants. Aquesta estratègia divideix els visitants en set grups en funció de la durada de la seva estada i del tipus d'activitats que busquen. A continuació, ofereix oportunitats recreatives de qualitat per a aquests grups i instal·lacions quan escau. La tercera entitat són les estratègies de gestió de la conservació. Aquests són documents que indiquen la conservació regional i esboquen prioritats estratègiques i llocs clau per a la conservació de la biodiversitat i l'esbarjo dels visitants. L'entitat de planificació final són els plans de gestió. Es creen plans de gestió per a llocs específics dins de Te Wahipounamu. Cada Parc Nacional té el seu propi pla de gestió.

## Turisme
Les principals atraccions turístiques dins de Te Wahipounamu són Milford Sound i Milford Track, el llac T'Anau i Kepler Track, Routeburn Track i Mount Aspiring, Aoraki / Mount Cook i les glaceres Tasman, la Franz Josef i la Fox. Només hi ha dues carreteres principals a la regió, l'autopista Haast i l'autopista Milford. Al llarg d'aquestes carreteres, que es coneixen com els corredors de la “Carretera Patrimonial”, hi ha una xarxa de deu centres de visitants i una multitud de passejades per la natura. Una de les principals atraccions de Te Wahipounamu, i de Nova Zelanda en general, és el paisatge natural. Un estudi va trobar que els factors de motivació clau per als visitants de Te Wahipounamu són el paisatge i les activitats recreatives. El turisme a Te Wahipounamu és un turisme "verd" basat en la natura, tot i que també existeix una combinació de turisme de naturalesa i aventura. Hi ha algunes activitats turístiques estrictament basades en la natura, com caminar als Parcs Naturals, albirament de balenes i passejades en bot a Fiordland Sounds. Després hi ha les activitats com l'excursionisme o trekking, que contenen components d'aventura com travessar rius o passos de muntanya mentre es gaudeix del paisatge natural. Fins i tot les activitats d'aventura com a caminades per glaceres, ràfting i escalada es duen a terme a l'entorn natural.
Segons Charnley, aquest tipus de turisme de naturalesa pot no qualificar-se com a ecoturisme. En la definició d'ecoturisme, ha de tenir beneficis socials genuïns i servir com una eina per al desenvolupament comunitari sostenible. Això requereix complir tres condicions. Els beneficis econòmics s'han d'estructurar de manera culturalment apropiada que els faci accessibles a la població objectiu. Perquè les comunitats se'n beneficiïn, necessiten una tinença segura de la terra a l'àrea, així com la capacitat de prendre decisions sobre l'ús de la terra. I els beneficis del turisme han de ser més que econòmics, han de promoure objectius de justícia social i política més profunds. Les comunitats de Te Wahipounamu sobreviuen principalment a través del turisme. La majoria dels residents de la regió són allà a causa de les oportunitats d'ocupació turística. Per tant, els beneficis econòmics prevalen, però en la majoria dels casos no tenen un component cultural o de conservació addicional. Tot i que hi ha algunes activitats i recorreguts turístics més basats en la història i la cultura disponibles. Hi ha una integració cultural entre els visitants i els vilatans a causa de la petita escala de les instal·lacions, però amb menys freqüència hi ha un vincle amb la cultura tradicional maori. Els esforços de conservació estan en marxa a tota aquesta regió, però són el resultat de les creences governamentals i la designació del Patrimoni Mundial, no són el resultat de l'eina de l'ecoturisme. Molta gent pot referir-se a l'ecoturisme a Te Wahipounamu, però si realment mereix aquest títol està obert a interpretació.
La zona és una destinació per als grans creuers que no atraquen i els creuers més petits que fan itineraris locals.

### Desert
Dins de Te Wahipounamu hi ha quatre zones salvatges, Aquestes àrees són Hooker-Landsborough, que cobreix 41.000 ha, Olivine (80.000 ha), Pembroke (18.000 ha) i Glaisnock (125.000 ha). En conjunt, aquestes àrees salvatges representen el 10% de l'àrea total de Te Wahipounamu. Es gestionen estrictament d'acord amb la política de natura salvatge de Nova Zelanda. Aquesta política defineix les zones salvatges com “les zones salvatges que semblen haver estat afectades només per les forces de la natura, amb qualsevol empremta d'interferència humana substancialment imperceptible. Les zones salvatges designades es gestionen per perpetuar la seva condició natural". No hi ha instal·lacions per a visitants en aquestes zones. No hi ha carreteres, barraques, ponts o fins i tot pistes. I no hi ha accés aeri amb finalitats recreatives o comercials. Els visitants s'endinsen a aquestes zones en termes de natura.
Les zones salvatges perpetuen les idees de puresa i natura que existeixen des de fa temps. John Muir i Aldo Leopold van defensar la protecció del desert estatunidenc i les idees del desert van ser un dels fonaments del moviment ecologista als Estats Units. La política de natura salvatge de Nova Zelanda reflecteix aquestes idees amb criteris sobre tenir aquesta terra protegida per gaudir-la, però mantenir-la pràcticament intacta pels humans. Tanmateix, el continu augment del turisme a Nova Zelanda està afectant aquesta experiència. Hi ha percepcions d'amuntegament en diverses de les pistes de passeig de l'interior. Això afecta i minimitza l'experiència desitjada de desert i solitud.

## Problemes diversos
Hi ha uns quants problemes a tot Te Wahipounamu que encara necessiten solució. Són els següents:
L'amenaça ambiental d'una carretera Haast-Hollyford, una proposta que s'ha suggerit des de la dècada de 1870.
Hi ha una altra necessitat de forjar una associació de treball amb el Ngāi Tahu iwi. En principi hi ha un marc per a aquesta associació, però és un problema persistent realitzar el marc teòric i implementar una veritable associació.
A causa del turisme hi ha un augment de les aeronaus turístiques. La contaminació acústica d'aquests avions pertorba la "tranquil·litat natural" d'aquesta regió, que molts volen preservar.
Actualment, l'Àrea Patrimoni de la Humanitat no inclou un component marí. Es percep la necessitat d'una millor protecció de la natura costanera.
Un dels problemes més importants als quals s'enfronta la regió són les poblacions d'espècies invasores, Les espècies invasores tenen el major impacte a la regió. L'augment de la població de cérvols i altres mamífers navegants com el wapiti, la cabra i el daino han causat danys greus i amenacen especialment la integritat del bosc i dels ecosistemes alpins. La caça comercial s'ha utilitzat com a mitjà per reduir aquestes poblacions a nivells ecològicament acceptables. El Departament de Conservació té programes de control i la política dels Parcs Nacionals és erradicar noves invasions i erradicar o reduir la gamma d'espècies invasores existents.